# Рукомет за жене на Летњим олимпијским играма 2012.
Рукометни олимпијски турнир за жене на Летњим олимпијским играма у Лондону 2012. одржан је у периоду између 28. јула и 12. августа уз учешће 12 националних женских селекција.
Утакмице групне фазе и четврфинални мечеви одиграни су у дворани Копер бокс у Олимпијском парку, капацитета 7.000 места, док су полуфинални мечеви и утакмице за медаље играни у већој кошаркашкој арени.
Укупно 12 тимова било је подељено у две групе са по 6 екипа. Након групне фазе по 4 најбоље селекције из сваке групе наставиле су такмичење у четврфиналу. У свакој екипи налази се максимално 14 играчица.
Златну медаљу, други пут за редом је освојила репрезентација Норвешке победом у финалу над репрезентацијом Црне Горе од 26:23. Ово је прва медаља у историји коју је Црна Гора освојила на Олимпијским играма. Шпанија је освојила бронзу победом над Јужном Корејом 31:29 након продужетака.

## Освајачи медаља
| Злато    | Сребро    | Бронза  |  |  |  |  |
|          |           |         |  |  |  |  |
| Норвешка | Црна Гора | Шпанија |  |  |  |  |

## Учесници
|                             | Датум                | Турнир            | Квота | Квалификовани         |
| --------------------------- | -------------------- | ----------------- | ----- | --------------------- |
| Домаћин                     |                      |                   | 1     | УК                    |
| Европско првенство 2010.    | 7—19. децембар 2010. | Данска & Норвешка | 1     | Шведска               |
| Азијске квалификације 2011. | 12—21. октобар 2011. | Кина              | 1     | Јужна Кореја          |
| Панамеричке игре 2011.      | 15—23. октобар 2011. | Мексико           | 1     | Бразил                |
| Светско првенство 2011.     | 2—18. децембар 2011. | Бразил            | 1     | Норвешка              |
| Афричко првенство 2012.     | 10—21. јануар 2012.  | Мароко            | 1     | Ангола                |
| Светске квалификације #1    | 25—27. мај 2012.     | Француска         | 2     | Француска · Црна Гора |
| Светске квалификације #2    | 25—27. мај 2012.     | Шпанија           | 2     | Шпанија · Хрватска    |
| Светске квалификације #3    | 25—27. мај 2012.     | Данска            | 2     | Русија · Данска       |
| Укупно                      |                      |                   | 12    |                       |

Пошто је Норвешка као светски првак 2011. обезбедила директан пласман на игре, аутоматски пласман обезбедила је и репрезентација Шведске која је била другопласирана на ЕП 2010. (иза Норвешке).

## Жреб за групну фазу
Жреб за олимпијски турнир у рукомету одржан је 30. маја 2012. у Лондону. Свих 12 екипа је подељено у 6 шешира, при чему се водило рачуна о квалитету тимова и континенталној припадности:
| Шешир 1   | Шешир 2 | Шешир 3  | Шешир 4          | Шешир 5 | Шешир 6      |
| --------- | ------- | -------- | ---------------- | ------- | ------------ |
| Норвешка  | Шпанија | Данска   | Француска        | Шведска | Ангола       |
| Црна Гора | Русија  | Хрватска | Велика Британија | Бразил  | Јужна Кореја |

| Група A                                                                  | Група Б                                                            |
| ------------------------------------------------------------------------ | ------------------------------------------------------------------ |
| - Црна Гора - Хрватска - Русија - Уједињено Краљевство - Бразил - Ангола | - Норвешка - Шпанија - Данска - Француска - Шведска - Јужна Кореја |

## Групна фаза
12 екипа подељено је у две групе са по 6 тимова. Игра свако са сваким 5 кола, а по 4 најбоље пласиране селекције из сваке групе настављају такмичење у елиминационој фази. Две последњепалсиране селекције завршавају такмичење, а њихов коначни пласман се одређује на основу учинка у групи.
Групна фаза играла се од 28. јула до 5. августа. Сатница је по локалном британском летњем времену (UTC+1).

### Група А
| 28. јул 2012. 09:30 | Русија     | 30:27    | Ангола   | Копер бокс Гледалаца: 3.604 Судије: Начевски, Николов (МКД) |
| 28. јул 2012. 09:30 | Постнова 5 | (16:11)  | Гуиало 5 | Копер бокс Гледалаца: 3.604 Судије: Начевски, Николов (МКД) |
| 28. јул 2012. 09:30 | 3×         | Извештај | 4× 3×    | Копер бокс Гледалаца: 3.604 Судије: Начевски, Николов (МКД) |

| 28. јул 2012. 14:30 | Хрватска  | 23:24    | Бразил                  | Копер бокс Гледалаца: 3.942 Судије: Бонавентура, Бонавентура (ФРА) |
| 28. јул 2012. 14:30 | Јоветић 6 | (10:9)   | до Наскименто, Аморим 5 | Копер бокс Гледалаца: 3.942 Судије: Бонавентура, Бонавентура (ФРА) |
| 28. јул 2012. 14:30 | 4× 3×     | Извештај | 6× 3× 1×                | Копер бокс Гледалаца: 3.942 Судије: Бонавентура, Бонавентура (ФРА) |

| 28. јул 2012. 19:30 | Црна Гора   | 31:19    | Уједињено Краљевство | Копер бокс Гледалаца: 3.941 Судије: Дута, Флореску (РУМ) |
| 28. јул 2012. 19:30 | Булатовић 5 | (18:12)  | Герброн 6            | Копер бокс Гледалаца: 3.941 Судије: Дута, Флореску (РУМ) |
| 28. јул 2012. 19:30 | 4× 3×       | Извештај | 5× 3×                | Копер бокс Гледалаца: 3.941 Судије: Дута, Флореску (РУМ) |

| 30. јул 2012. 09:30 | Ангола          | 23:28    | Хрватска | Копер бокс Гледалаца: 3.892 Судије: Ал-Нуаими, Омар (УАЕ) |
| 30. јул 2012. 09:30 | Гуиало, Кјала 5 | (11:13)  | Зебић 9  | Копер бокс Гледалаца: 3.892 Судије: Ал-Нуаими, Омар (УАЕ) |
| 30. јул 2012. 09:30 | 4× 2×           | Извештај | 2× 3×    | Копер бокс Гледалаца: 3.892 Судије: Ал-Нуаими, Омар (УАЕ) |

| 30. јул 2012. 14:30 | Уједињено Краљевство | 16:37    | Русија                 | Копер бокс Гледалаца: 4.596 Судије: Бонавентура, Бонавентура (ФРА) |
| 30. јул 2012. 14:30 | Бил 5                | (8:17)   | Туреј, Черноиваненко 5 | Копер бокс Гледалаца: 4.596 Судије: Бонавентура, Бонавентура (ФРА) |
| 30. јул 2012. 14:30 | 1× 3×                | Извештај | 4× 2×                  | Копер бокс Гледалаца: 4.596 Судије: Бонавентура, Бонавентура (ФРА) |

| 30. јул 2012. 19:30 | Бразил          | 27:25    | Црна Гора   | Копер бокс Гледалаца: 3.974 Судије: Олесен, Педерсен (ДАН) |
| 30. јул 2012. 19:30 | до Наскименто 8 | (15:16)  | Булатовић 5 | Копер бокс Гледалаца: 3.974 Судије: Олесен, Педерсен (ДАН) |
| 30. јул 2012. 19:30 | 4× 3× 1×        | Извештај | 7× 3× 1×    | Копер бокс Гледалаца: 3.974 Судије: Олесен, Педерсен (ДАН) |

| 1. август 2012. 11:15 | Црна Гора            | 30:25    | Ангола   | Копер бокс Гледалаца: 4.354 Судије: Абдула, Бамутреф (КАТ) |
| 1. август 2012. 11:15 | Поповић, Булатовић 6 | (13:14)  | Карлос 7 | Копер бокс Гледалаца: 4.354 Судије: Абдула, Бамутреф (КАТ) |
| 1. август 2012. 11:15 | 3×                   | Извештај | 3×       | Копер бокс Гледалаца: 4.354 Судије: Абдула, Бамутреф (КАТ) |

| 1. август 2012. 16:15 | Уједињено Краљевство | 17:30    | Бразил   | Копер бокс Гледалаца: 4.622 Судије: Кулабали, Диабате (ОСЛ) |
| 1. август 2012. 16:15 | Бил, Герброн 5       | (8:17)   | Родригез | Копер бокс Гледалаца: 4.622 Судије: Кулабали, Диабате (ОСЛ) |
| 1. август 2012. 16:15 | 3× 2×                | Извештај | 3×       | Копер бокс Гледалаца: 4.622 Судије: Кулабали, Диабате (ОСЛ) |

| 1. август 2012. 21:15 | Русија  | 28:30    | Хрватска   | Копер бокс Гледалаца: 4.098 Судије: Марина, Миноре (АРГ) |
| 1. август 2012. 21:15 | Туреј 6 | (15:15)  | Пенезић 10 | Копер бокс Гледалаца: 4.098 Судије: Марина, Миноре (АРГ) |
| 1. август 2012. 21:15 | 5× 3×   | Извештај | 6× 3×      | Копер бокс Гледалаца: 4.098 Судије: Марина, Миноре (АРГ) |

| 3. август 2012. 09:30 | Ангола    | 31:25    | Уједињено Краљевство | Копер бокс Гледалаца: 4.081 Судије: Флореску, Дута (РУМ) |
| 3. август 2012. 09:30 | Алмеида 8 | (14:10)  | Герброн 9            | Копер бокс Гледалаца: 4.081 Судије: Флореску, Дута (РУМ) |
| 3. август 2012. 09:30 | 3× 2×     | Извештај | 1× 3×                | Копер бокс Гледалаца: 4.081 Судије: Флореску, Дута (РУМ) |

| 3. август 2012. 14:30 | Хрватска   | 27:26    | Црна Гора  | Копер бокс Гледалаца: 4.541 Судије: Лопез, Сабросо (ШПА) |
| 3. август 2012. 14:30 | Пенезић 10 | (12:12)  | Поповић 10 | Копер бокс Гледалаца: 4.541 Судије: Лопез, Сабросо (ШПА) |
| 3. август 2012. 14:30 | 5× 3×      | Извештај | 4× 2×      | Копер бокс Гледалаца: 4.541 Судије: Лопез, Сабросо (ШПА) |

| 3. август 2012. 16:15 | Русија  | 31:27    | Бразил          | Копер бокс Гледалаца: 4.741 Судије: Лазар, Реверет (ФРА) |
| 3. август 2012. 16:15 | Туреј 7 | (15:14)  | до Наскименто 9 | Копер бокс Гледалаца: 4.741 Судије: Лазар, Реверет (ФРА) |
| 3. август 2012. 16:15 | 7× 3×   | Извештај | 2×              | Копер бокс Гледалаца: 4.741 Судије: Лазар, Реверет (ФРА) |

| 5. август 2012. 11:15 | Бразил          | 29:26    | Ангола  | Копер бокс Гледалаца: 4.585 Судије: Барлет, Стоукс (ВБ) |
| 5. август 2012. 11:15 | 3 играчице по 5 | (14:9)   | Кјала 6 | Копер бокс Гледалаца: 4.585 Судије: Барлет, Стоукс (ВБ) |
| 5. август 2012. 11:15 | 1× 3×           | Извештај | 3×      | Копер бокс Гледалаца: 4.585 Судије: Барлет, Стоукс (ВБ) |

| 5. август 2012. 14:30 | Црна Гора   | 25:25    | Русија          | Копер бокс Гледалаца: 4.444 Судије: Абрахамсен, Кристијансен (НОР) |
| 5. август 2012. 14:30 | Булатовић 7 | (15:16)  | 3 играчице по 4 | Копер бокс Гледалаца: 4.444 Судије: Абрахамсен, Кристијансен (НОР) |
| 5. август 2012. 14:30 | 6× 2×       | Извештај | 8× 2× 1×        | Копер бокс Гледалаца: 4.444 Судије: Абрахамсен, Кристијансен (НОР) |

| 5. август 2012. 16:15 | Хрватска        | 37:14    | Уједињено Краљевство | Копер бокс Гледалаца: 4.792 Судије: Марина, Миноре (АРГ) |
| 5. август 2012. 16:15 | 3 играчице по 5 | (17:6)   | Фербрадер 3          | Копер бокс Гледалаца: 4.792 Судије: Марина, Миноре (АРГ) |
| 5. август 2012. 16:15 | 3×              | Извештај | 4× 3×                | Копер бокс Гледалаца: 4.792 Судије: Марина, Миноре (АРГ) |

| Репрезентација       | Ут | Поб | Н | Изг | Г+  | Г-  | ГР  | Б |
| -------------------- | -- | --- | - | --- | --- | --- | --- | - |
| Бразил               | 5  | 4   | 0 | 1   | 137 | 122 | +15 | 8 |
| Хрватска             | 5  | 4   | 0 | 1   | 145 | 115 | +30 | 8 |
| Русија               | 5  | 3   | 1 | 1   | 151 | 125 | +26 | 7 |
| Црна Гора            | 5  | 2   | 1 | 2   | 137 | 123 | +14 | 5 |
| Ангола               | 5  | 1   | 0 | 3   | 132 | 142 | -10 | 2 |
| Уједињено Краљевство | 5  | 0   | 0 | 5   | 91  | 166 | -75 | 0 |

### Група Б
| 28. јул 2012. 11:15 | Шпанија  | 27:31    | Јужна Кореја  | Копер бокс Гледалаца: 3.900 Судије: Губица, Милошевић (ХРВ) |
| 28. јул 2012. 11:15 | Мартин 7 | (12:16)  | Ryu Eun-Hee 9 | Копер бокс Гледалаца: 3.900 Судије: Губица, Милошевић (ХРВ) |
| 28. јул 2012. 11:15 | 2× 3×    | Извештај | 3×            | Копер бокс Гледалаца: 3.900 Судије: Губица, Милошевић (ХРВ) |

| 28. јул 2012. 16:15 | Данска | 21:18    | Шведска  | Копер бокс Гледалаца: 3.942 Судије: Николић, Стојковић (СРБ) |
| 28. јул 2012. 16:15 | Сков 6 | (8:10)   | Гулден 5 | Копер бокс Гледалаца: 3.942 Судије: Николић, Стојковић (СРБ) |
| 28. јул 2012. 16:15 | 4× 3×  | Извештај | 3× 4×    | Копер бокс Гледалаца: 3.942 Судије: Николић, Стојковић (СРБ) |

| 28. јул 2012. 21:15 | Норвешка | 23:24    | Француска       | Копер бокс Гледалаца: 3.968 Судије: Крстић, Љубић (СЛО) |
| 28. јул 2012. 21:15 | Алштад 5 | (12:17)  | Баудин, Сињат 5 | Копер бокс Гледалаца: 3.968 Судије: Крстић, Љубић (СЛО) |
| 28. јул 2012. 21:15 | 2× 3×    | Извештај | 5× 4×           | Копер бокс Гледалаца: 3.968 Судије: Крстић, Љубић (СЛО) |

| 30. јул 2012. 11:15 | Јужна Кореја | 25:24    | Данска   | Копер бокс Гледалаца: 4.933 Судије: Дута, Флореску (РУМ) |
| 30. јул 2012. 11:15 | Jo Hyo-Bi 5  | (11:10)  | Ларсен 7 | Копер бокс Гледалаца: 4.933 Судије: Дута, Флореску (РУМ) |
| 30. јул 2012. 11:15 | 1× 3×        | Извештај | 2× 3×    | Копер бокс Гледалаца: 4.933 Судије: Дута, Флореску (РУМ) |

| 30. јул 2012. 16:15 | Француска | 18:18    | Шпанија | Копер бокс Гледалаца: 4.671 Судије: Хорачек, Новотни (ЧЕШ) |
| 30. јул 2012. 16:15 | Дембеле 6 | (7:10)   | Манге 6 | Копер бокс Гледалаца: 4.671 Судије: Хорачек, Новотни (ЧЕШ) |
| 30. јул 2012. 16:15 | 6× 3× 1×  | Извештај | 4×      | Копер бокс Гледалаца: 4.671 Судије: Хорачек, Новотни (ЧЕШ) |

| 30. јул 2012. 21:15 | Шведска      | 21:24    | Норвешка           | Копер бокс Гледалаца: 4.459 Судије: Кулиабали, Диабате (ОСЛ) |
| 30. јул 2012. 21:15 | Торстенсон 6 | (9:14)   | Регелхут, Суланд 5 | Копер бокс Гледалаца: 4.459 Судије: Кулиабали, Диабате (ОСЛ) |
| 30. јул 2012. 21:15 | 3×           | Извештај | 3×                 | Копер бокс Гледалаца: 4.459 Судије: Кулиабали, Диабате (ОСЛ) |

| 1. август 2012. 09:30 | Норвешка  | 27:27    | Јужна Кореја    | Копер бокс Гледалаца: 4.178 Судије: Начевски, Николов (МКД) |
| 1. август 2012. 09:30 | Суланд 11 | (13:15)  | 3 играчице по 6 | Копер бокс Гледалаца: 4.178 Судије: Начевски, Николов (МКД) |
| 1. август 2012. 09:30 | 3×        | Извештај | 3× 2×           | Копер бокс Гледалаца: 4.178 Судије: Начевски, Николов (МКД) |

| 1. август 2012. 14:30 | Француска       | 29:17    | Шведска | Копер бокс Гледалаца: 4.638 Судије: Губица, Милошевић (ХРВ) |
| 1. август 2012. 14:30 | 3 играчице по 4 | (16:11)  | Алм 6   | Копер бокс Гледалаца: 4.638 Судије: Губица, Милошевић (ХРВ) |
| 1. август 2012. 14:30 | 2× 3×           | Извештај | 1× 3×   | Копер бокс Гледалаца: 4.638 Судије: Губица, Милошевић (ХРВ) |

| 1. август 2012. 19:30 | Шпанија | 24:21    | Данска    | Копер бокс Гледалаца: 4-488 Судије: Гајпел, Елбиг (НЕМ) |
| 1. август 2012. 19:30 | Манге 7 | (14:9)   | Нергард 7 | Копер бокс Гледалаца: 4-488 Судије: Гајпел, Елбиг (НЕМ) |
| 1. август 2012. 19:30 | 3× 1×   | Извештај | 1× 3×     | Копер бокс Гледалаца: 4-488 Судије: Гајпел, Елбиг (НЕМ) |

| 3. август 2012. 11:15 | Јужна Кореја | 21:24    | Француска | Копер бокс Гледалаца: 4.568 Судије: Николић, Стојковић (СРБ) |
| 3. август 2012. 11:15 | Sim Hae-In 6 | (12:10)  | Лакрабе 4 | Копер бокс Гледалаца: 4.568 Судије: Николић, Стојковић (СРБ) |
| 3. август 2012. 11:15 | 3× 2×        | Извештај | 2× 4×     | Копер бокс Гледалаца: 4.568 Судије: Николић, Стојковић (СРБ) |

| 3. август 2012. 19:30 | Шпанија          | 25:24    | Шведска       | Копер бокс Гледалаца: 4.234 Судије: Ал-Науми, Омар (УАЕ) |
| 3. август 2012. 19:30 | Манге, Алберто 6 | (11:10)  | Фолгерстром 5 | Копер бокс Гледалаца: 4.234 Судије: Ал-Науми, Омар (УАЕ) |
| 3. август 2012. 19:30 | 3×               | Извештај | 2× 4×         | Копер бокс Гледалаца: 4.234 Судије: Ал-Науми, Омар (УАЕ) |

| 3. август 2012. 21:15 | Данска    | 23:24    | Норвешка | Копер бокс Гледалаца: 4.720 Судије: Хорачек, Новотни (ЧЕШ) |
| 3. август 2012. 21:15 | Нергард 9 | (11:12)  | Локе 6   | Копер бокс Гледалаца: 4.720 Судије: Хорачек, Новотни (ЧЕШ) |
| 3. август 2012. 21:15 | 2× 3×     | Извештај | 3×       | Копер бокс Гледалаца: 4.720 Судије: Хорачек, Новотни (ЧЕШ) |

| 5. август 2012. 09:30 | Шведска   | 28:32    | Јужна Кореја   | Копер бокс Гледалаца: 4.180 Судије: Абдула, Бамутреф (КАТ) |
| 5. август 2012. 09:30 | Фолгнам 8 | (13:16)  | Ryu Eun-Hee 10 | Копер бокс Гледалаца: 4.180 Судије: Абдула, Бамутреф (КАТ) |
| 5. август 2012. 09:30 | 4×        | Извештај | 5× 3×          | Копер бокс Гледалаца: 4.180 Судије: Абдула, Бамутреф (КАТ) |

| 5. август 2012. 19:30 | Норвешка   | 20:25    | Шпанија  | Копер бокс Гледалаца: 4.345 Судије: Крстић, Љубић (СЛО) |
| 5. август 2012. 19:30 | Регелхут 6 | (11:11)  | Алонсо 7 | Копер бокс Гледалаца: 4.345 Судије: Крстић, Љубић (СЛО) |
| 5. август 2012. 19:30 | 4× 3×      | Извештај | 4× 3× 1× | Копер бокс Гледалаца: 4.345 Судије: Крстић, Љубић (СЛО) |

| 5. август 2012. 21:15 | Данска     | 24:30    | Француска | Копер бокс Гледалаца: 4.616 Судије: Дута, Флореску (РУМ) |
| 5. август 2012. 21:15 | Нергард 10 | (10:17)  | Нијтам 6  | Копер бокс Гледалаца: 4.616 Судије: Дута, Флореску (РУМ) |
| 5. август 2012. 21:15 | 2× 3×      | Извештај | 1× 2×     | Копер бокс Гледалаца: 4.616 Судије: Дута, Флореску (РУМ) |

| Репрезентација | Ут | Поб | Н | Изг | Г+  | Г-  | ГР  | Б |
| -------------- | -- | --- | - | --- | --- | --- | --- | - |
| Француска      | 5  | 4   | 1 | 0   | 125 | 103 | +22 | 9 |
| Јужна Кореја   | 5  | 3   | 1 | 1   | 136 | 130 | +6  | 7 |
| Шпанија        | 5  | 3   | 1 | 1   | 119 | 114 | +5  | 7 |
| Норвешка       | 5  | 2   | 1 | 2   | 118 | 120 | -2  | 5 |
| Данска         | 5  | 1   | 0 | 4   | 113 | 121 | -8  | 2 |
| Шведска        | 5  | 0   | 0 | 5   | 108 | 131 | -23 | 0 |

## Елиминациона фаза
|  | Четвртфинале | Четвртфинале |              |    | Полуфинале  | Полуфинале  |  |  | Финале | Финале |
|  |              |              |              |    |             |             |  |  |        |        |
|  | 7. август    |              |              |    |             |             |  |  |        |        |
|  |              |              |              |    |             |             |  |  |        |        |
|  | Бразил       | 19           |              |    |             |             |  |  |        |        |
|  | Бразил       | 19           | 9. август    |    |             |             |  |  |        |        |
|  | Норвешка     | 21           |              |    |             |             |  |  |        |        |
|  | Норвешка     | 21           | Норвешка     | 31 |             |             |  |  |        |        |
|  | 7. август    |              | Норвешка     | 31 |             |             |  |  |        |        |
|  |              | Јужна Кореја | 25           |    |             |             |  |  |        |        |
|  | Русија       | Јужна Кореја | 25           | 23 |             |             |  |  |        |        |
|  | Русија       |              | 11. август   | 23 |             |             |  |  |        |        |
|  | Јужна Кореја | 24           |              |    |             |             |  |  |        |        |
|  | Јужна Кореја | 24           | Норвешка     | 26 |             |             |  |  |        |        |
|  | 7. август    |              | Норвешка     | 26 |             |             |  |  |        |        |
|  |              | Црна Гора    | 23           |    |             |             |  |  |        |        |
|  | Хрватска     | Црна Гора    | 23           | 22 |             |             |  |  |        |        |
|  | Хрватска     | 9. август    |              | 22 |             |             |  |  |        |        |
|  | Шпанија      | 25           |              |    |             |             |  |  |        |        |
|  | Шпанија      | 25           | Шпанија      | 26 |             |             |  |  |        |        |
|  | 7. август    |              | Шпанија      | 26 |             |             |  |  |        |        |
|  |              | Црна Гора    | 27           |    | Треће место | Треће место |  |  |        |        |
|  | Црна Гора    | Црна Гора    | 27           | 23 | Треће место | Треће место |  |  |        |        |
|  | Црна Гора    |              | 11. август   | 23 |             |             |  |  |        |        |
|  | Француска    | 22           |              |    |             |             |  |  |        |        |
|  | Француска    | 22           | Јужна Кореја | 29 |             |             |  |  |        |        |
|  |              |              |              |    |             |             |  |  |        |        |
|  | Шпанија      | 31 п.п.      |              |    |             |             |  |  |        |        |
|  | Шпанија      | 31 п.п.      |              |    |             |             |  |  |        |        |

### Четвртфинале
| 7. август 2012. 10:00 | Бразил          | 19:21  | Норвешка | Копер бокс Гледалаца: 4.549 Судије: Бонавентруа, Бонавентура (ФРА) |
| 7. август 2012. 10:00 | до Наскименто 5 | (13:9) | Корен 5  | Копер бокс Гледалаца: 4.549 Судије: Бонавентруа, Бонавентура (ФРА) |
| 7. август 2012. 10:00 | 3×              | Детаљи | 1× 2×    | Копер бокс Гледалаца: 4.549 Судије: Бонавентруа, Бонавентура (ФРА) |

| 7. август 2012. 13:30 | Шпанија  | 25:22   | Хрватска | Копер бокс Гледалаца: 4.553 Судије: Хорачек, Новотни (ЧЕШ) |
| 7. август 2012. 13:30 | Пињедо 7 | (13:12) | Татари 5 | Копер бокс Гледалаца: 4.553 Судије: Хорачек, Новотни (ЧЕШ) |
| 7. август 2012. 13:30 | 3×       | Детаљи  | 6× 3×    | Копер бокс Гледалаца: 4.553 Судије: Хорачек, Новотни (ЧЕШ) |

| 7. август 2012. 17:00 | Русија             | 23:24   | Јужна Кореја  | Копер бокс Гледалаца: 4.299 Судије: Лопез, Сабросо (ШПА) |
| 7. август 2012. 17:00 | Постнова, Левина 5 | (11:14) | Gwon Han-Na 6 | Копер бокс Гледалаца: 4.299 Судије: Лопез, Сабросо (ШПА) |
| 7. август 2012. 17:00 | 2× 4×              | Детаљи  | 5× 3×         | Копер бокс Гледалаца: 4.299 Судије: Лопез, Сабросо (ШПА) |

| 7. август 2012. 20:30 | Француска | 22:23   | Црна Гора            | Копер бокс Гледалаца: 4.559 Судије: Олесен, Педерсен (ДАН) |
| 7. август 2012. 20:30 | Сињат 5   | (13:13) | Поповић, Булатовић 6 | Копер бокс Гледалаца: 4.559 Судије: Олесен, Педерсен (ДАН) |
| 7. август 2012. 20:30 | 2× 3×     | Детаљи  | 3× 4×                | Копер бокс Гледалаца: 4.559 Судије: Олесен, Педерсен (ДАН) |

### Полуфинале
| 9. август 2012. 17:00 | Норвешка | 31:25   | Јужна Кореја  | Копер бокс Гледалаца: 9.274 Судије: Губица, Милошевић (ХРВ) |
| 9. август 2012. 17:00 | Локе 8   | (18:15) | Gwon Han-Na 7 | Копер бокс Гледалаца: 9.274 Судије: Губица, Милошевић (ХРВ) |
| 9. август 2012. 17:00 | 2× 3×    | Детаљи  | 2× 3×         | Копер бокс Гледалаца: 9.274 Судије: Губица, Милошевић (ХРВ) |

| 9. август 2012. 20:30 | Шпанија   | 26:27   | Црна Гора   | Копер бокс Гледалаца: 9.087 Судије: Крстић, Љубић (СЛО) |
| 9. август 2012. 20:30 | Алберто 6 | (13:13) | Булатовић 9 | Копер бокс Гледалаца: 9.087 Судије: Крстић, Љубић (СЛО) |
| 9. август 2012. 20:30 | 1× 2×     | Детаљи  | 4× 3×       | Копер бокс Гледалаца: 9.087 Судије: Крстић, Љубић (СЛО) |

### Утакмица за треће место
| 11. август 2012. 17:00 | Јужна Кореја  | 29:31 п.п. | Шпанија                | Копер бокс Гледалаца: 9.622 Судије: Олсен, Педерсен (ДАН) |
| 11. август 2012. 17:00 | Gwon Han-Na 7 | (13:13)    | Франциска, Фернандез 5 | Копер бокс Гледалаца: 9.622 Судије: Олсен, Педерсен (ДАН) |
| 11. август 2012. 17:00 | 2× 1×         | Детаљи     | 4× 2×                  | Копер бокс Гледалаца: 9.622 Судије: Олсен, Педерсен (ДАН) |

### Финале
| 11. август 2012. 20:30 | Норвешка  | 26:23   | Црна Гора    | Копер бокс Гледалаца: 9.739 Судије: Бонавентура, Бонавентура (ФРА) |
| 11. август 2012. 20:30 | Суланд 10 | (13:10) | Булатовић 10 | Копер бокс Гледалаца: 9.739 Судије: Бонавентура, Бонавентура (ФРА) |
| 11. август 2012. 20:30 | 3×        | Детаљи  | 7× 3× 1×     | Копер бокс Гледалаца: 9.739 Судије: Бонавентура, Бонавентура (ФРА) |

| 2° место Црна Гора | Олимпијски победник у женском рукомету 2012. Норвешка 2° титула | 3° место Шпанија |

| \| Пласман \| Репрезентација \| \| ------- \| ---------------- \| \| Злато \| Норвешка \| \| Сребро \| Црна Гора \| \| Бронза \| Шпанија \| \| 4. \| Јужна Кореја \| \| 5. \| Француска \| \| 6. \| Бразил \| \| 7. \| Хрватска \| \| 8. \| Русија \| \| 9. \| Данска \| \| 10. \| Ангола \| \| 11. \| Шведска \| \| 12. \| Велика Британија \| | Екипа првенства: - голман: Кари Олвик Гримсб - лево крило: Jo Hyobi - леви бек: Бојана Поповић - средњи бек: Марта Манге - десни бек: Катарина Булатовић - десно крило: Александра до Наскименто - пивот: Хајди Леке Најбољи стрелац: Катарина Булатовић (53 поготка) |
| Пласман | Репрезентација |
| Злато | Норвешка |
| Сребро | Црна Гора |
| Бронза | Шпанија |
| 4. | Јужна Кореја |
| 5. | Француска |
| 6. | Бразил |
| 7. | Хрватска |
| 8. | Русија |
| 9. | Данска |
| 10. | Ангола |
| 11. | Шведска |
| 12. | Велика Британија |

## Састави победничких екипа
| Злато  | Норвешка  | Кари Олвик Гримсбе, Ида Алстад, Хајди Леке, Тонје Нестволд, Каролине Брејванг, Кристине Лунде-Боргерсен, Кари Мете Јохансен, Марит Малм Фрафјорд, Лин Јерум Суланд, Катрине Лунде Харалдсен, Лин-Кристин Корен, Герил Снореген, Аманда Куртовић, Камила Херем      | Селектор: Торир Хергејрсон |
| Сребро | Црна Гора | Марина Вукчевић, Радмила Миљанић, Јованка Радичевић, Ана Ђокић, Марија Јовановић, Ана Радовић, Анђела Булатовић, Соња Барјактаровић, Маја Савић, Бојана Поповић, Сузана Лазовић, Катарина Булатовић, Мајда Мехмедовић, Милена Кнежевић                             | Селектор: Драган Аџић      |
| Бронза | Шпанија   | Марта Лопез, Андреа Барно Сан Марти, Кармен Мартин, Нели Алберто Франциска, Беатриз Фернандез, Вероника Квадрадо, Марта Манге, Макарена Агилар, Силвија Наваро, Џесика Алонсо, Елизабет Пињедо, Бегоња Фернандез, Ванеса Аморош, Патрисија Елорза, Михаела Кјобану | Селектор: Хорхе Дуењас     |